# Universität Liepāja

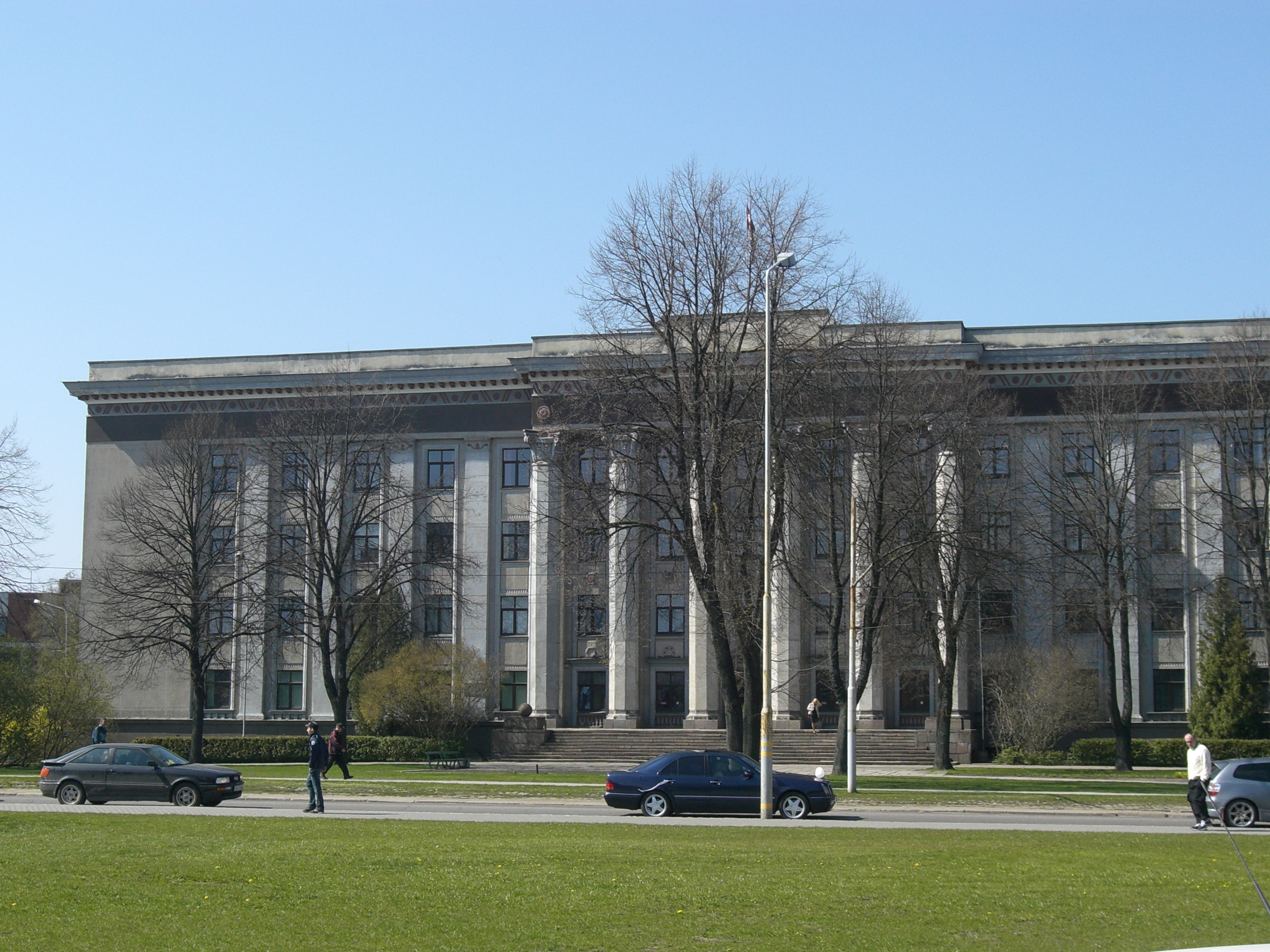
Universität Liepāja, 2008

Die Universität Liepāja (lettisch: Liepājas Universitāte) ist eine von sechs staatlichen Universitäten in Lettland mit Sitz in der Stadt Liepāja (Libau).

## Geschichte
Die Hochschule wurde 1954 als  Pädagogische Fachschule gegründet, 1993 in Pädagogische Akademie Liepāja umbenannt und erhielt 2008 die Anerkennung als Universität.

## Fakultäten
Die Universität Liepāja gliedert sich in vier Fakultäten:
- Management und Sozialwissenschaften
- Wissenschaft und Ingenieurwissenschaften
- Geisteswissenschaften und Bildende Kunst
- Pädagogik und Sozialarbeit